# Substitute (The Who)
"Substitute" is een nummer van de Britse rockband The Who. Het nummer werd geschreven door songwriter-gitarist Pete Townshend en uitgegeven als single in maart 1966, waarna het nummer #5 haalde in de Britse hitlijsten, in Nederland bereikte het zelfs de 3e plaats. In 1971 werd het nummer ook op de periodeverzameling genaamd "Meaty Beaty Big and Bouncy" geplaatst. Het concept voor het nummer was vrij origineel omdat de schrijver Townshend geïnspireerd was geraakt door het feit dat hij dacht dat The Who een "Substitute" (vervanger) was voor de eveneens Britse rockband The Rolling Stones, hoewel het later werd omschreven als een commentaar over de vervaging van de grenzen tussen beeld en realiteit. "Substitute" werd ook gebaseerd op Townshend bewondering voor het nummer "The Tracks Of My Tears" van The Miracles, omdat schrijver Smokey Robinson in een van de coupletten het woord substitute gebruikt. Het nummer is niet alleen opmerkelijk vanwege het slimme gebruik van de songteksten, maar ook vanwege het intense gebruik van John Entwistle's baswerk (in die tijd). Het nummer is een favoriet onder Who-fans en wordt op bijna elk concert van The Who gespeeld. Het verschijnt onder andere op de beroemde live-albums "Live at Leeds" en "Live at the Isle of Wight Festival 1970".
Keith Moons gedachten over de opname van het nummer zal voor altijd in nevelen gehuld blijven. Zo vertelde hij in een interview van VH1's Behind the Music: "Ik kan me totaal niet meer herinneren ooit "Substitute" gespeeld te hebben. Ik was toen te stoned en toen het nummer in maart uitkwam, beschuldigde ik de andere leden van de band ervan een andere drummer te hebben ingehuurd!"
Voor de Amerikaanse versie van de single werd de "controversiële" (of misschien zelfs racistische) lyric "I look all white but my dad was black" vervangen door "I try walking forward but my feet walk back".
Punkrockband The Ramones coverden het nummer op hun album Acid Eaters en werd overigens ook uitgegeven als single door de Sex Pistols.
Een kort stuk van het nummer is ook te horen in de film School of Rock.

## NPO Radio 2 Top 2000
| Nummer met noteringen in de NPO Radio 2 Top 2000 | '99 | '00  | '01 | '02  | '03  | '04  | '05  | '06  | '07  | '08  | '09  | '10  | '11  | '12  | '13  | '14  |
| ------------------------------------------------ | --- | ---- | --- | ---- | ---- | ---- | ---- | ---- | ---- | ---- | ---- | ---- | ---- | ---- | ---- | ---- |
| Substitute                                       | 758 | 1004 | 784 | 1089 | 1118 | 1152 | 1047 | 1266 | 1303 | 1174 | 1327 | 1362 | 1492 | 1628 | 1691 | 1998 |

1. ↑  Een vetgedrukt getal geeft de hoogste notering aan.
2. ↑  Deze tabel is bijgewerkt tot en met de laatste editie (2024).